# András Tibor
András Tibor (Budapest, 1921. április 21. -  Budapest, 2000. február 19.) magyar festőművész, grafikus, rajztanár, Bernáth Aurél egykori tanítványa. Munkáját a borús történelemszemlélet jellemezte, és kiemelt alkotásai a 17. századi magyar történelemből merítettek, szimbolikus utalásokkal a 20. századi magyar eseményekre. Két gyermeke született, fia András Ferenc filozófus.

## Élete

### Családi háttere
Édesapja András Mózes, édesanyja Tallián Margit Erdélyből települtek át Budapestre a jobb élet reményében. Édesapja mozgópostás, később posta főfelügyelő. Édesanyja amatőr festő volt, akinek a nagyanyja Lieb Ágota. Ő oldalági rokona volt Lieb Mihálynak, későbbi nevén Munkácsy Mihálynak, aki a 19. századi magyar festészet meghatározó alakja volt. Testvére, Kocsis Árpádné (András Gizella) szintén képzőművész.

### Pályafutása
A Képzőművészeti Főiskolán Burghardt Rezső (1884 - 1963), Bernáth Aurél (1895-1982) és Elekfy Jenő (1895-1963) tanítványa volt, utóbbi akvarellre tanította. Festőművész-grafikus barátaihoz tartozott Máté Gyula (1919-1984 szobrász szakot végzett a Főiskolán, de képszerkesztőként, illusztrátorként talált megélhetést), Major József rajztanár-festő (1899 Óbecse - ? Vaszary János és Bernáth Aurél szabadiskolájában tanult, önálló kiállítását 1967-ben rendezték meg a budapesti Fáklya Klubban). Főiskolai tanulmányait 1941 őszén kezdte meg, ám a következő év októberében behívták katonának. 1943-ban a lengyel frontra vezényelték, majd Ukrajnába helyezték. 1944. október 10-én hadifogságba esett, onnan azonban megszökött és visszatért a harcoló csapatokhoz. A határig menekült, utolsó parancsnoka Pásztor Lajos főhadnagy volt. A határ átlépése után csapatától elszakadt és a Dráva-Mura közben a Lackovega Odreda nevű szlovén partizán alakulathoz keveredett (vagy: elfogták). 1945 májusában érkezett vissza Budapestre. Másfél évig segédmunkásként dolgozott, 1946-ban visszavették a Főiskolára. Onnan azonban 1949-ben, ötödévesként politikai tisztogatás következtében többekkel együtt eltávolították. Gimnáziumi rajztanári diplomát csak kizárása után kilenc évvel, 1958-ban szerezhetett. 
Az 1950-es évek első felében selyemfestésből élt, majd 1956-tól Csepelen volt rajztanár a Kolozsvár utcai Általános Iskolában. Később (1974-től Magyari Lajossal együtt) selyemfestő tanfolyamot is szervezett, számos lámpaernyőt készített, illetve épített hajómakettet és játékvárakat. 1956-ban László Gyula régész jóvoltából meghívást kapott a Hunyadi János emlékére rendezett kiállításra; a Hunyadi dereglyéseinek harca Nándorfehérvár alatt című olajképe díjat is nyert. 1961 augusztusától a Pannónia Filmstúdióban dolgozott, mint háttértervező. 1965 februárjában visszatért a tanításhoz. A fővárosi Mester u. 67. alatti József Attila Általános Iskolában volt rajztanár 1979-ig, s utána még három évig ugyanitt dolgozott nyugdíjasként. Több tanítványából, Muhari Papp Sándor Balázs, Wahorn András, Bencze Anita képzőművész lett.
A 17. századi magyar történelemről készített szimbolikus jelentésű nagyméretű történelmi képsorozatát (Pusztázók – magukra hagyott bujdosók, Magyar temető, Túlélők, Tömlöcbe zárt rabok) közel húsz éven keresztül festette, ezen képei azonban haláláig nem kerültek közönség elé. Alkotásaira Takáts Sándor művelődéstörténész szemlélete volt nagy hatással. Történelmi képsorozatában nyilvánvaló az utalás-áthallás az 1956-os forradalom bebörtönzöttjeire és temetetlen halottaira, menekültjeire, Magyarország szatellit állammá válására. A forradalom alatt, részben a harcok helyszínén, több grafikát és festményt készített. Ez utóbbit örökítette meg egy híressé vált fotón Anders Engman 1956-ban, amikor fotóriporterként Magyarországon járt, hogy tudósítson a forradalmi eseményekről. A rajzok egy része a rendszerváltás évében, 1989-ben jelent meg a  Magyar Nemzet napilapban. Néhány festményét pedig nem sokkal halála előtt állíthatta ki a Fehér Gyűrű Egyesület jóvoltából rendezett első önálló tárlatán. Itt mutatta be imagyűjteményét is, melyben a Miatyánk szövegét több mint hatvan nyelven írta le, rajzolta meg a szöveg, s a nyelv egységét kifejező különböző betűtípusokkal, illusztrációkkal.
Élet- és történelemszemlélete az 1956-os forradalom leverése után erősen pesszimistává vált, mindentől visszavonult, s csak önmagának festett. Így találta meg sajátos – és sokoldalúsága ellenére – összetéveszthetetlen stílusát. Számtalan akvarellje reprezentálja életének, sorsának alakulását. A keleti művészeteket is tanulmányozta. 
2000. február 19-én hunyt el. A Rákoskeresztúri temetőben temették el.

## Kiállításai

### Egyéni kiállításai
- 1991. Fehér Gyűrű Egyesület klubja
- 2002. május Duna Galéria (Bp. Pannónia u.95.)
- 2002. június Magyar Kultúra Alapítvány (Budai vár, Szentháromság tér 6. )
- 2002. október Leányfalui református templom
- 2016. március Budapest Szent István Bazilika Lovagterem
- 2016. novemberben Rákospalotai Múzeum

### Csoportos kiállítások
- 1947. december Képzőművészeti Főiskola
- 1956 Nemzeti Múzeum
- 1959. május Ernst Múzeum
- 1958. augusztus Műcsarnok
- 1966. november Ferencvárosi képző és iparművészeti kiállítás
- 1968. október Ferencvárosi Pincetárlat
- 1972. Ernst Múzeum
- 1974. május Ferencvárosi Pincetárlat*1975. április 2, a fővárosi pedagógus képzőművészek kiállítása.
- 2001. március Józsefvárosi galéria
- 2002. április Hélia szálló
- 2016. június Magyar Nemzeti Múzeum